# Kevin White (cestista)
Kevin David White (Manly, 7 aprile 1987) è un cestista australiano.